# Cuộc bao vây thành Quy Nhơn
Cuộc bao vây thành Quy Nhơn là một trận chiến tạo nên bước ngoặt trong cuộc chiến tranh Tây Sơn-Chúa Nguyễn. Nó diễn ra trong hơn một năm từ 1800 đến 1801 giữa bên giữ thành là quân Nguyễn do Võ Tánh chỉ huy và quân Tây Sơn do Trần Quang Diệu cùng với Võ Văn Dũng chỉ huy với chiến thắng cuối cùng thuộc về Tây Sơn. Tuy thất bại, nhưng quân Nguyễn giữ Quy Nhơn đã giúp cho Nguyễn Ánh có điều kiện tấn công và chiếm giữ Phú Xuân năm 1801, một bước quan trọng trong việc kết thúc chiến tranh.

## Tiền đề
Năm 1799, Nguyễn Ánh tự cầm quân đi đánh thành Quy Nhơn, tướng trấn giữ thành của Tây Sơn là Đại Tổng quản Lê Văn Thanh, Tư vũ Trần Danh Tuấn, Thiếu úy Trương Tấn Thúy đầu hàng dù trước đó Quang Toản đã sai Trần Quang Diệu và Vũ Văn Dũng đem quân vào cứu. Sau đó, Nguyễn Ánh đổi tên thành Quy Nhơn thành Bình Định rồi sai tướng Võ Tánh đem hơn 1 vạn binh lính người Miên cùng Ngô Tùng Châu, Trịnh Hoài Đức và Lê Chất đến trấn giữ thành. Việc mất Quy Nhơn khiến Tây Sơn lo lắng nên họ ngay lập tức tìm cách chiếm lại. Năm 1800, hai danh tướng Trần Quang Diệu và Vũ Văn Dũng tiến quân đến Quy Nhơn.

## Diễn biến
Tháng 1 năm 1800, thủy quân Tây Sơn do Đại Tư đồ Võ Văn Dũng, Đại Đô đốc Vũ Văn Thành chỉ huy đổ bộ lên Thị Nại còn Thiếu phó Trần Quang Diệu thì đem bộ binh đánh tướng trấn thủ Bến Đá của quân Nguyễn là Nguyễn Văn Biện khiến ông này chạy về thành Bình Định. Thấy vậy, Võ Tánh liền cho người đi báo về Phú Yên xin viện binh. Quân Nguyễn ở Phú Yên trước đó đã lên đường nhưng trên đường đi bất ngờ tướng Nguyễn là Phạm Văn Điềm và một nhóm tướng khác chỉ huy quân quay lại chiếm Phú Yên rồi sang hàng Tây Sơn. Phạm Văn Điền nhanh chóng cho tổ chức củng cố, đắp lũy phòng thủ cắt đứt đường tiếp tế của quân Nguyễn từ Nam lên.
Cùng lúc tại Diên Khánh, Trần Quang Diệu và Võ Văn Dũng quyết định tấn công Võ Tánh. Từ ngày 26 tháng 1 năm 1800, ông cho quân vây chặt thành Quy Nhơn và đắp hơn 4.340 trượng lũy đất. Để huy động dân chúng quanh Quy Nhơn, văn quan Phan Huy Ích ra bài dụ để gợi nhớ về nơi phát tích:
| “ | "Quý phủ ta: cội gốc nền vương, dậu phên nhà nước," Miền thang mộc vốn đúc non xây bể, mở mang bờ cõi bởi từ đây. Hội phong vân từng dìu phượng vịn rồng, ghi tạc thể quyền dành dõi để." Dấu cờ nghĩa đã sáng công dực vận, buổi xe nhung thêm dong sức cần vương." Mấy phen gió bụi nhọc con đòng, giúp oai võ cùng đều nhờ đất cũ. Ba huyện đá vàng đền tấc dạ, căm cừu thù chi để đội trời chung" | ” |

Quân tướng cũ vốn đã hàng quân Nguyễn của Tây Sơn bị tác động. Bỏ hàng ngũ về theo lại Tây Sơn rất nhiều, trong số đó có cả một số binh tướng đang ở trong thành Quy Nhơn như Đô đốc Võ Văn Sự, Nguyễn Bá Phong. May nhờ có viên Đô úy Ngô Văn Sở phát hiện, Võ Tánh thấy vậy liền cho đóng chặt cửa thành và giết hết số hàng binh Tây Sơn trước đó để phòng hậu hoạ.
Nguyễn Ánh ở Gia Định xuất binh cứu Võ Tánh, trên đường đi binh tướng Tây Sơn cũ lại đào ngũ về lại Tây Sơn rất nhiều, quân tiếp viện tới được Bình Định nhưng kẹt lại ở đồng Cây Cầy không thể liên lạc được với quân binh trong thành Quy Nhơn trước vòng vây chặt chẽ của Tây Sơn. Nguyễn Ánh bị cầm chân, lại thêm việc quân Tây Sơn cũ tiếp tục đào ngũ rất nhiều và khó khăn trong tiếp tế lương thực, ông bèn sai quân đi đánh các nơi và trưng thu lương thực. Quân Nguyễn đánh thắng được nhiều trận lớn, trong đó có một trận thủy chiến tại Thị Nại. Trần Quang Diệu và Võ Văn Dũng nhanh chóng cho quân bố phòng cẩn mật nên thế bộ binh Tây Sơn tại Quy Nhơn vẫn rất mạnh. Thấy vậy, Nguyễn Ánh sai người mang thư lẻn vào thành Quy Nhơn bảo Võ Tánh tìm đường mà thoát ra, Võ Tánh xin tử thủ để tạo điều kiện cho Nguyễn Ánh lấy Phú Xuân. Nguyễn Ánh bèn cho tướng Nguyễn Văn Thành và Nguyễn Huỳnh Đức ở lại cầm cự rồi kéo thủy binh ra thẳng Phú Xuân.
Nghe tin Phú Xuân bị đánh, Trần Quang Diệu không về mà phái hơn 5.000 quân do các tướng Tư khấu Phạm Công Định, Đại Đô đốc Lê Văn An, Trương Phúc Phượng, Đô đốc Lê Văn Từ về cứu. Quân Tây Sơn trên đường đi bị quân Nguyễn chặn đánh nên kẹt lại, Trần Quang Diệu thấy vậy không biết làm sao hơn là ra sức đôn đốc binh sĩ chiếm thành. Đầu năm 1802, Võ Tánh mở cửa thành đánh một trận cuối rồi tự vẫn để xin tha mạng binh sĩ. Trần Quang Diệu chiếm lại thành và tha cho binh Nguyễn, an táng Võ Tánh và thuộc tướng.

## Kết quả
Quân Tây Sơn chiếm lại được thành Quy Nhơn sau hơn một năm vây hãm nhưng chính cuộc vây hãm kéo dài này đã khiến họ mất Phú Xuân. Sau đó không lâu, lũy Trấn Ninh ở phía Nam của Tây Sơn bị chiếm, Trần Quang Diệu và Võ Văn Dũng thấy thế không thể ở lại Quy Nhơn lâu nên quyết định bỏ thành để về Bắc cứu vua Cảnh Thịnh.